# Венецуелански боливар фуерте
Венецуелански боливар фуерте (шп. Bolívar fuerte venezolano — венецуелански јаки боливар), је национална валута у Венецуели. ISO 4217 код валуте је VEF. Дијели се на 100 центима, а у домаћем платном промету означава се симболом Bs.F.
Боливар фуерте је замијенио дотадашњи боливар (ISO 4217: VEB). 1. јануара 2008. године у размјеру 1000:1. Боливар је назив венецуеланске валуте у Венецуели од 1879. године, а име је добио по јужноамеричком борцу за слободу Симону Боливару. Новчанице и кованице издаје Централна банка Венецуеле, и то: кованице од 1, 5, 10, 12.5, 25, 50 центима и 1 боливара, те новчанице од 2, 5, 10, 20, 50 и 100 боливара фуерте.